# Pauline Patz
Pauline Patz (1º gennaio 2005) è una slittinista tedesca, vincitrice della Coppa del Mondo nel doppio nel 2021/22.

## Biografia

### Carriera sportiva

#### Stagioni 2019-2022

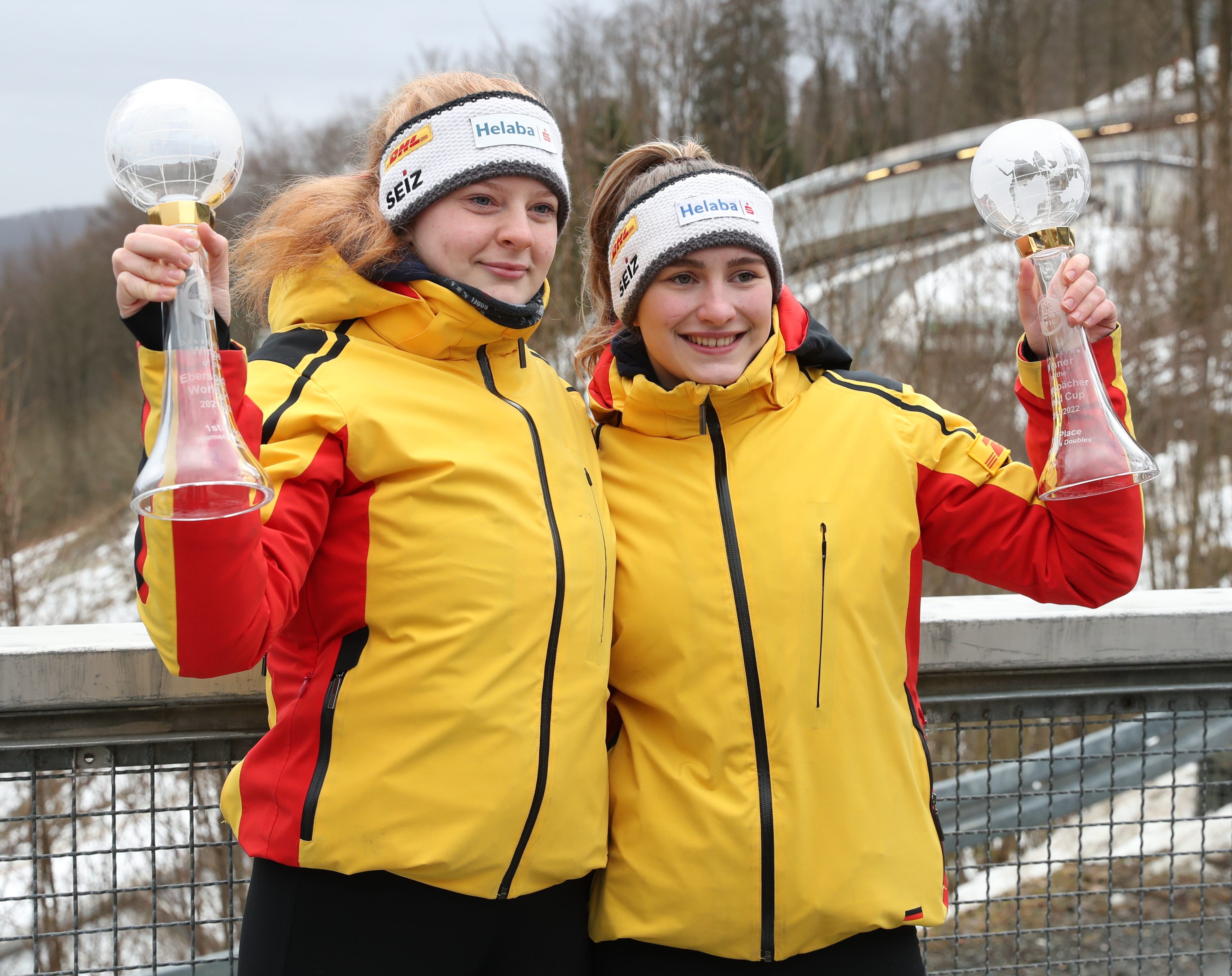
Patz (a destra) e Romanenko festeggiano la vittoria nell'edizione inaugurale della Coppa del Mondo di doppio femminile.

Iniziò a gareggiare per la nazionale tedesca nella categoria giovani nel 2019 nella specialità del doppio femminile in coppia con Luisa Romanenko, disciplina quest'ultima introdotta proprio in quella stessa stagione e prevista solo per questa classe di età a seguito dell'inclusione della gara nel programma delle Olimpiadi giovanili, prendendo parte alle ultime due tappe della Coppa del Mondo di categoria 2018/19 terminata al sesto posto; l'annata successiva concluse seconda nella graduatoria di Coppa, ma non fu convocata per i Giochi di categoria di Losanna 2020, poiché ogni nazione poteva schierare un solo doppio e lo staff tecnico tedesco scelse quello composto dalle connazionali Jessica Degenhardt e Vanessa Schneider, che avevano conquistato la sfera di cristallo e che avrebbero poi vinto l'oro anche nella gara olimpica.
La federazione mondiale, a causa della pandemia di COVID-19, decise di annullare l'intera stagione 2020/21 relativamente alle classi giovani e juniores, conseguentemente la Patz non disputò alcuna competizione internazionale in quell'annata. In quella successiva, pur essendo sia lei sia la sua compagna Romanenko nei limiti previsti per poter gareggiare nella categoria giovani, prese il via nella stagione di Coppa juniores, che, limitatamente alla specialità del doppio femminile si disputò con le modalità di "gara nella gara" per atlete di qualsiasi età in quello che fu l'esordio della disciplina nel circuito maggiore; a livello assoluto debuttò nella gara inaugurale di La Plagne il 2 dicembre 2021 conquistando subito il primo podio terminando la prova del doppio al secondo posto ed il 10 dicembre 2021 colse la prima vittoria ad Innsbruck; al termine della stagione, con quattro podi ottenuti sulle sei gare disputate, trionfò nella classifica generale di Coppa, oltre che in quella relativa alla categoria juniores. Nella medesima stagione prese parte ai campionati europei juniores di Bludenz 2022 in cui terminò in seconda posizione, vinse il titolo iridato ai mondiali juniores di Winterberg 2022 e conquistò la medaglia d'argento nel primo mondiale assoluto della specialità disputato sullo stesso tracciato tedesco.

#### Stagioni 2023-2025

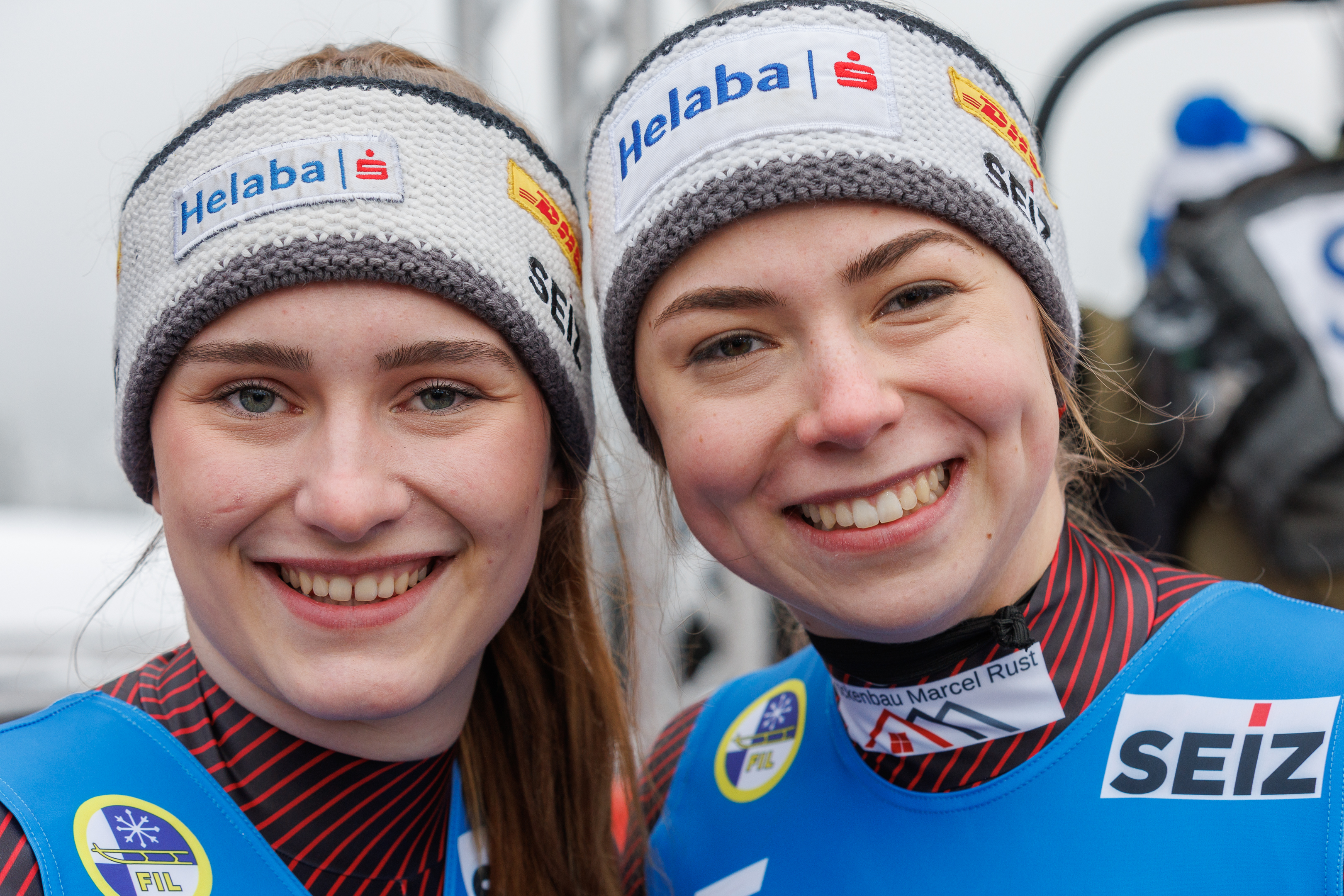
Patz (a sinistra) e Storch ad Oberhof nel 2024.

Prima dell'inizio della successiva stagione, durante un allenamento sulla pista di Oberhof, fu coinvolta in un incidente che causò alla sua compagna di doppio diverse fratture ad entrambe le gambe che non solo precluse alla coppia la partecipazione all'imminente annata agonistica, ma pose prematuramente fine alla carriera della Romanenko. Dal 2023/24 la Patz fece dunque coppia con Elisa-Marie Storch, con la quale conquistò tutte e tre le principali manifestazioni a livello juniores: il titolo europeo a Sankt Moritz 2024, quello mondiale a Lillehammer 2024 e la Coppa del Mondo, mentre a livello assoluto prese parte a due tappe di Coppa e chiuse la stagione al diciottesimo posto, giunse ottava ai campionati continentali di Innsbruck 2024 ed in quelli iridati di Altenberg 2024 fu settima nella prova sprint e dodicesima nella gara classica.
La stagione successiva disputò solamente tre tappe di Coppa del Mondo a livello maggiore chiudendo in tredicesima posizione nella classifica generale; partecipò invece all'intero circuito juniores classificandosi al secondo posto nella graduatoria di Coppa, con quattro vittorie e cinque podi nelle sei gare in programma; conquistò inoltre le medaglie d'oro di categoria sia nella rassegna europea di Sigulda 2025 sia in quella mondiale di Sankt Moritz 2025.

## Palmarès

### Mondiali
- 1 medaglia:
  - 1 argento (doppio a Winterberg 2022).

### Mondiali juniores
- 3 medaglie:
  - 3 ori (doppio a Winterberg 2022; doppio a Lillehammer 2024; doppio a Sankt Moritz 2025).

### Europei juniores
- 3 medaglie:
  - 2 ori (doppio a Sankt Moritz 2024; doppio a Sigulda 2025);
  - 1 argento (doppio a Bludenz 2022).

### Coppa del Mondo
- Vincitrice della Coppa del Mondo generale nel doppio nel 2021/22.
- 4 podi (tutti nel doppio):
  - 1 vittoria;
  - 3 secondi posti.

#### Coppa del Mondo - vittorie
| Data             | Luogo     | Paese   | Disciplina                 |
| ---------------- | --------- | ------- | -------------------------- |
| 10 dicembre 2021 | Innsbruck | Austria | Doppio con Luisa Romanenko |

### Coppa del Mondo juniores
- Vincitrice della Coppa del Mondo juniores nel doppio nel 2021/22 e nel 2023/24.

### Coppa del Mondo giovani
- Miglior piazzamento in classifica di Coppa del Mondo giovani nel doppio: 2ª nel 2019/20.

### Campionati tedeschi
- 4 medaglie:
  - 2 argenti (doppio, gara a squadre ad Altenberg 2024);
  - 2 bronzi (doppio, gara a squadre a Winterberg 2025).